# Хромозом 20 (човек)
Хромозом 20 је аутозомни хромозом двадесети по величини у хуманом кариотипу. Према положају центромере припада метацентричним хромозомима. Према Денверској конференцији из 1960. године сврстан је у F групу. Изграђен је од 72 милиона парова база ДНК што представља од 2-2,5 укупне количине ДНК у ћелији.